# گلیم افشار جیرفت
ترکیب بندی گلیم‌های افشار جیرفت در این ناحیه خیلی شبیه به دست بافت‌های بختیاری، مخصوصاً گلیم‌های شوشتر است که درششصد کیلومتری غرب کوه‌های زاگرس قرار دارد. به ندرت کیف و وسایل زینتی در این ناحیه بافته می‌شود.

## طرح متن
زمینه این گلیم‌ها دارای ترنج‌های متصل است.

## حاشیه
- اشکال هرمی در حاشیه‌های داخلی به طرف متن مرکزی قرار دارند.
- حاشیه‌های خارجی گلیم‌ها دارای اشکال هندسی پیچیده تری است که به کمک نگاره‌های لاله عباسی تزیین می‌شود، که نسبت به نمونه‌های کنگره‌دار جنوب ایران از برجستگی بیشتری برخوردار است.

## اندازه وشکل
دارای ابعاد کوچک و مستطیلی وبزرگ و مستطیلی است.

## مواد اولیه
مواد به کار رفته در این گلیم‌ها تارهای نخی و پودهای زبرو ضخیم پشمین است.

## روش بافت
روش بافت در این گلیم‌ها ،بافت متصل جفت قلاب است که باعث استحکام و ضخامت آن می‌شود.

## شیرازه ها
شیرازه‌های دست بافت‌های جیرفت، به روش پیچ بافی محکم شده وقاب‌های اصلی آن دارای نوارهای چرمی کوتاهی است.

## ریشه
در ریشه بافی این گلیم‌ها تنوع زیاد را می‌توانیم ببینیم.

## رنگ‌های به کار رفته
رنگ زمینه قرمز تیره، زرد، آبی، سفید عاجی و معمولاً دارای سه ترنج است.

## وجه تسمیه
منطقه‌ای جلگه ای ودارای دره‌های حاصل خیز است که رودخانهٔ حلیل از میان آن عبور می‌کند و دارای توابع کوچکی در اطراف خود است.